# Comuna Iserlia, Basarabeasca
Iserlia este o comună în raionul Basarabeasca, Republica Moldova. Cuprinde satele Bogdanovca, Carabiber, Iserlia și Ivanovca.

## Demografie
<div class="transborder" style="position:absolute;width:100px;line-height:0;
<div class="transborder" style="position:absolute;width:100px;line-height:0;
Structură etnică
     moldoveni (42,41%)
     ucraineni (12,03%)
     ruși (8,55%)
     găgăuzi (15,77%)
     bulgari (18,42%)
     polonezi (0,08%)
     țigani (2,16%)
     alte etnii / nedeclarată (0,58%)
Conform datelor recensământului din 2004, populația comunei este de 1.205 locuitori, dintre care 615 (51,04%) bărbați și 590 (48,96%) femei. Structura etnică a populației în cadrul comunei arată astfel:
- moldoveni — 511;
- ucraineni — 145;
- ruși — 103;
- găgăuzi — 190;
- bulgari — 222;
- polonezi — 1;
- țigani — 26;
- altele / nedeclarată — 7.

## Administrație și politică
Componența Consiliului local Iserlia (9 consilieri), ales la 5 noiembrie 2023, este următoarea:
|  | Partid                                       | Consilieri | Componență | Componență | Componență | Componență | Componență | Componență | Componență | Componență |
|  | -------------------------------------------- | ---------- | ---------- | ---------- | ---------- | ---------- | ---------- | ---------- | ---------- | ---------- |
|  | Candidat independent SERGHEI ZAMȘILCHIN      | 1          |            |            |            |            |            |            |            |            |
|  | Partidul Socialiștilor din Republica Moldova | 8          |            |            |            |            |            |            |            |            |